# カースルメイン子爵
カースルメイン子爵（カースルメインししゃく、英: Viscount Castlemaine）は、アイルランド貴族の爵位。2度創設され、いずれも廃絶している。

## 歴史
イギリス東インド会社総裁の初代準男爵サー・ジョサイア・チャイルド(c.1630/1631–1699)の息子である第3代準男爵サー・リチャード・チャイルド(1680–1750)は1704年に異母兄の第2代準男爵サー・ジョサイア・チャイルド(c.1668–1704)の遺産を相続したのち、グレートブリテン庶民院議員になり、1718年4月24日にアイルランド貴族であるドニゴール県におけるニュータウン男爵とケリー県におけるカースルメイン子爵に叙された。妻がティルニー家の遺産を相続すると、チャイルドは1731年6月11日にアイルランド貴族であるケリー県カースルメインのティルニー伯爵に叙され、1734年に息子たちとともに姓をティルニーに改めた。1784年に息子にあたる2代伯爵ジョン・ティルニー(1712–1784)が死去すると、爵位はすべて廃絶した。
初代カースルメイン男爵ウィリアム・ハンドコック(1761–1839)は1822年1月12日にアイルランド貴族であるカースルメイン子爵に叙された。彼は妻との間で子女をもうけず、1839年に死去するとカースルメイン子爵位は廃絶、特別残余権（special remainder）が規定されたカースルメイン男爵位は特別残余権に基づき継承された。

## カースルメイン子爵（1718年）
- 初代カースルメイン子爵リチャード・チャイルド（英語版）（1680年 – 1750年）
  - 1731年、ティルニー伯爵に叙爵。以降はティルニー伯爵（英語版）を参照

## カースルメイン子爵（1822年）
- 初代カースルメイン子爵ウィリアム・ハンドコック（1761年 – 1839年）